# Râfov
Râfov község Prahova megyében, Munténiában, Romániában.  A hozzá tartozó települések: Antofiloaia, Buchilași, Buda, Goga, Mălăiești, Moara Domnească, Palanca és Sicrita.

## Fekvése
A megye déli részén található, a megyeszékhelytől, Ploieşti-től, tizenhárom kilométerre délre, a Prahova és a Teleajen folyók valamint a Dambu és Leaot patakok mentén, sík területen.

## Történelem
A 19. század végén a község Prahova megye Câmpul járásához tartozott és Râfov, Antofiloaia, Buchilași, Goga, Mălăești valamint Moara Domnească falvakból állt. Lakossága ekkor 1238 fő volt. A községhez tartozott három kallómalom, öt malom, egy 1854-ben létrehozott iskola valamint négy templom: Râfov faluban egy Chivu Căplescu által, 1724-ben alapított, egy Antofiloaia faluban, melyet 1783-ban Paraschiv Căplescu adományából építettek, egy Goga faluban, melyet Gr. Brezoianu és C. Bălăceanu építtetett 1776-ban, valamint egy Mălăiești településen.
Ezen időszakban Sicrita községi rangban volt, valamint Buda és Palanca falvak a Buda-Palanca nevű községet alkották. Utóbbinak 1096 lakosa volt, és a tulajdonában volt egy kallómalom, egy szeszfőzde valamint egy vízimalom a Lăutul patakon. Ezeken kívül a településnek volt még egy 1889-ben létrehozott iskolája valamint két temploma, melyek közül a Palanca-it 1824-ben építették.
A két világháború között, 1925 előtt, Sicrita községet felszámolták és Ciupelnița községhez csatolták, mely a Prahova megyei Drăgănești járáshoz tartozott. Buda-Palanca és Râfov községek ebben az időszakban kerültek a Prahova megyei Câmpul járáshoz.
1950-ben közigazgatási átszervezés alapján, a Prahova-i régió Ploiești rajonjához kerültek, majd a Ploiești régióhoz csatolták őket.
1968-ban ismét megyerendszert vezettek be az országban, Buda-Palanca  községet megszüntették és Râfov-hoz csatolták, Ciupelnița község területét pedig felosztották Râfov és Dumbrava községek között.

## Lakossága
A nemzetiségi megoszlás a következő:
| 2002     | 2002 | 2002   |
| -------- | ---- | ------ |
| Románok  | 5480 | 98,04% |
| Romák    | 104  | 1,86%  |
| Magyarok | 3    | 0,05%  |
| Szerbek  | 1    | 0,01%  |
| Németek  | 1    | 0,01%  |
| Összesen | 5589 | 100,0% |